# Хроники Дюны
«Хроники Дюны» — цикл научно-фантастических романов американского писателя Фрэнка Герберта, ставший частью обширной франшизы.
- Дюна («Dune»)
- Мессия Дюны («Dune Messiah»)
- Дети Дюны («Children of Dune»)
- Бог-император Дюны («God-Emperor of Dune»)
- Еретики Дюны («Heretics of Dune»)
- Капитул Дюны («Chapterhouse: Dune»)

Эта фантастическая гексалогия охватывает период в 5000 лет и является одной из самых масштабных эпопей в истории мировой фантастики. Последняя книга гексалогии не завершает цикла — Фрэнк Герберт планировал написать ещё один, завершающий роман. Сын писателя Брайан Герберт в соавторстве с другим известным фантастом, Кевином Андерсоном, написали два романа-продолжения по сохранившимся черновикам — «Охотники Дюны» и «Песчаные черви Дюны».
К циклу также примыкает рассказ Фрэнка Герберта «Путь к Дюне» из книги «Глаз», опубликованной в 1985 г.
Названия планет из этого цикла научно-фантастических романов Фрэнка Герберта рабочая группа МАС по номенклатуре планетной системы использует для наименования деталей поверхности Титана — лабиринтов и равнин.

## Персонажи
- Пол Атрейдес (Муад’Диб)
- Алия Атрейдес
- Леди Джессика
- Бог-император Лето II (Тиран)
- Дункан Айдахо (и его гхолы)
- Сиона Атрейдес
- Шиана
- Майлз Тег (и гхола)
- Дарви Одраде
- Мурбелла

## Продолжения
Серии Брайана Герберта и Кевина Андерсена:
- Прелюдия к Дюне (Трилогия Домов)
  - «Дюна: Дом Атрейдесов» (1999)
  - «Дюна: Дом Харконненов» (2000)
  - «Дюна: Дом Коррино» (2001)
- Легенды Дюны
  - «Дюна: Батлерианский Джихад» (2002)
  - «Дюна: Крестовый поход машин» (2003)
  - «Дюна: Битва за Коррин» (2004)
- Дюна 7
  - «Охотники Дюны» (2006)
  - «Песчаные черви Дюны» (2007)
- Трилогия Великих Школ (о событиях 1-го века после завершения Батлерианского Джихада)[2]
  - «Орден сестёр Дюны» (2012)
  - «Ментаты Дюны» (2014)
  - «Дюна: Красная Чума» (рассказ, действие происходит непосредственно перед событиями, описанными в романе «Навигаторы Дюны»; 2016)
  - «Навигаторы Дюны» (2016)

- Герои Дюны
  - «Дюна: Пауль»
  - «Ветра Дюны» (бывшее название «Джессика с Дюны»)
  - «Престол Дюны» (бывшее название «Ирулан с Дюны») (не опубликован)
  - «Лето с Дюны» (не опубликован)
- Каладанская трилогия
  - «Дюна: Герцог Каладана» (2020)
  - «Дюна: Леди Каладана» (2021)
  - «Дюна: Наследник Каладана» (2022)
- Рассказы о Дюне
  - из книги «Истории Дюны»[3]:
    - "Свадебный шёлк"  (Wedding Silk) (Действие этого рассказа Брайана Герберта и Кевина Дж. Андерсона происходит на планете Эказ одновременно с событиями романа «Пауль». Пока идут приготовления к свадьбе герцога Лето Атрейдеса и леди Илесы Эказ, двенадцатилетний сын герцога Пауль отправляется в джунгли, чтобы воочию увидеть знаменитые туманные деревья.)
    - "Морское дитя"  (Sea Child) (Действие этого рассказа Брайана Герберта и Кевина Дж. Андерсона происходит во время событий шестой книги «канонической» части саги — «Капитул Дюны». Планета океанов Баззелл, являющаяся местом ссылки уличённых в преступлениях сестёр Бене Гессерит, захвачена Досточтимыми Матронами, а почти все ссыльные убиты. Сестра Користа, одна из немногих выживших, живёт в страхе и самостоятельно добывает себе пропитание в океане. Но однажды ночью её сети принесли необычный улов)
    - "Сокровище в песках" (Treasure in the Sand) (Действие этого рассказа Брайана Герберта и Кевина Дж. Андерсона происходит между двумя завершающими сагу книгами — «Охотники Дюны» и «Песчаные черви Дюны». На сожжённую Досточтимыми Матронами планету Ракис решается прибыть команда кладоискателей в надежде разыскать легендарные сокровища бога-императора Лето II)
    - "Дюна: Кровь и вода" (Dune: Blood and Water)
    - "Дюна: Правосудие фрименов" (Dune: Fremen Justice)
- Песни Муад Диба  (Songs of Muad'dib - Поэзия Фрэнка Герберта) (  это сборник стихов о Дюне, написанных Фрэнком Гербертом и отредактированных его сыном Брайаном Гербертом. Он был опубликован в мае 1992 года издательством Ace Books)

- Путь к Дюне (сборник рассказов, вырезанных глав и других материалов о Дюне)
  - «Пустынная планета» (первый вариант романа Фрэнка Герберта о пустынных хрониках; на основе  концепции этого романа  впоследствии была создана «Дюна»)
  - Неопубликованные сцены и главы:
    - Пол и Преподобная мать
    - Пол и Сафир Хават
    - Пол и Гарни Холлик
    - Пол и доктор Юэ
    - Пол и герцог Лето Атрейдес: Космическая гильдия и Великая конвенция
    - Барон Харконнен и Питер де Врие
    - С Каладана на Арракис
    - Синяя радужка на фоне синей склеры
    - Джессика и доктор Юэ: Пряность
    - Пол и Джессика
    - Бегство от Харконненов: С Дунканом и Лайет-Кайнсом на пустынной базе
    - Полёт с пустынной базы Кайнса — Муад'Диб

  - Исключенные сцены и главы из «Мессии Дюны»
    - Первоначальный план к наброску «Мессии Дюны»
    - Алия и гхола Дункана Айдахо
    - Люди и дистранс
    - Конец заговора (альтернативная концовка «Мессии Дюны»)
    - Слепой Пол в пустыне (заключительная глава первоначального варианта «Мессии Дюны»)

  - Рассказы
    - Вступление
    - Охота на Харконненов — (2002)
    - Мек для порки (Мек для битья; 2003)
    - Лики мучеников (2004)
    - Шёпот каладанских морей (2005)

Другие книги:
- «Энциклопедия Дюны» (под редакцией доктора Уиллиса И. МакНелли)

### Комиксы
- 1 декабря 1984 года Marvel Comics и Беркли опубликовали Dune: The Official Comic Book , комиксную адаптацию фильма Дэвида Линча «Дюна».
- Marvel также выпустила Marvel Comics Super Special # 36: Dune 1 апреля 1985 года.
- Ограниченная серия комиксов от Marvel под названием Dune, состоящая из трёх выпусков, выходила с апреля по июнь 1985 года.
- Dune: To Train The Faithful — это трибьют-комикс, сделанный фанатами.